# دهستان هاشم‌آباد
دهستان هاشم‌آباد، یکی از دهستان‌های بخش مرکزی شهرستان هرند  در استان اصفهان ایران است.

## جمعیت
براساس سرشماری عمومی نفوس و مسکن در سال ۱۳۹۵، جمعیت دهستان هاشم‌آباد برابر با ۳،۴۷۱ نفر بوده‌است.